# ISKA-France
L’ISKA-France est l'antenne française de l’International Sports Kickboxing Association - Sports de combat et Arts martiaux : Sports pieds-poings, Submission-wrestling, Sports pieds-poings-sol, Formes martiales,  Activités martiales de fitness, Activités d’auto-défense, etc.

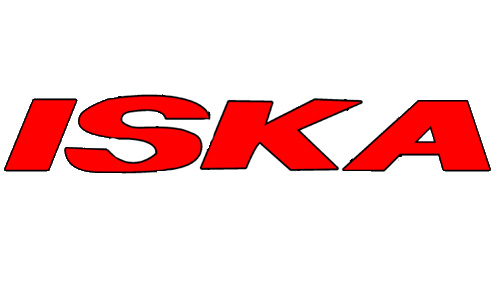
Logo officiel de l’ISKA-Monde

À partir de janvier 2007, Thierry Muccini est nommé représentant officiel de l’ISKA-Monde pour la France et le vice-président, est Alain Delmas.
À partir de septembre 2008, l’ISKA-France en association avec la WKA-France devient la Commission nationale des arts pugilistiques : points-fighting, no low-kick (full-contact), low-kick U.S (free-style), Oriental-rules (K1-style),  thaï-boxing, submission-grappling, shoot-wrestling (pancrace, & MMA/combat libre), formes martiales (traditional-forms, free-style-forms, artistic-forms), formes de fitness (aéro-kick/cardio-kickboxing & aéro-fight/cardio-fightinng), formes de défense (free-hand-défense, kick-défense & bâton-défense).
En début de saison 2008-2009, à la suite de la crise sportive qui traverse les boxes pieds-poings avec l’arrivée d’une nouvelle structure imposée par le ministère (la fédération française e sports de contact), les deux organes, la WKA-France et l’ISKA-France, rejoignent la Fédération Française de Fighting Full-contact (FFFCDA) dans le cadre de la « Commission pugilistique » (COMPUG) en novembre 2008. À partir de novembre 2008, le responsable de la COMPUG est Alain Delmas. 

En janvier 2011, à la suite du fiasco du Championnat du monde amateur ISKA, en novembre 2010 à Alicante (Espagne) l'ISKA-France quitte la FFFCDA. La plupart des pays européens membres de l’ISKA-Monde font de même et rejoignent une autre grande structure mondiale, la Word Kickboxing Federation (WKF). Ainsi, l'ISKA-France, au sein de la commission pugilistique de la Fédération française de fighting full contact et disciplines associées/FFFCDA sera remplacée par une nouvelle entité, la WKF-France.
À partir de janvier 2011, le représentant officiel de l’ISKA-Monde pour la France est Alan Kermorvan.